# Frank V. Phillips
Frank V. Phillips (* 7. April 1912 in San Bernardino, Kalifornien; † 10. April 1994 in Prescott, Arizona) war ein US-amerikanischer Kameramann.

## Leben und Wirken
Der gebürtige Kalifornier war im Jahre 1931 als Laufbursche zu Metro-Goldwyn-Mayer gestoßen. Wenig später entschied er sich für eine Karriere als Football-Spieler und ging an die University of Notre Dame in South Bend, Indiana. Nach dem frühen Tod (Flugzeugabsturz) des dort als Trainer arbeitenden Footballstars Knute Rockne kehrte Phillips nach Hollywood zurück.
Er begann dort anfänglich als Filmeinleger und wirkte als rechte Hand des Regisseurs Irving Reis. Sein Handwerk als Kameramann erlernte Phillips als Assistent der erfahrenen Kameraleute Harry Stradling Sr. und George J. Folsey. Deren Kollege Robert Surtees verpflichtete Frank Phillips 1950 und gab ihm bei dem Abenteuerfilm König Salomons Diamanten erstmals die Gelegenheit, als einfacher Kameramann zu arbeiten. In dieser Funktion war Phillips anschließend auch an Filmklassikern wie Du sollst mein Glücksstern sein und Giganten beteiligt. Für die Twentieth Century Fox wurde Frank Phillips 1954 erstmals als Chefkameramann eingesetzt: man ließ ihn bei einer Second-Unit-Einheit die in Monte Carlo entstandenen Sequenzen des Rennfahrerfilms Der Favorit alleinverantwortlich ins Bild setzen.
1956 wechselte Frank Phillips zum Fernsehen, für das er in der Folgezeit Hunderte einzelner Folgen populärer Serien wie Navy Log, Hotel de Paree, Have Gun – Will Travel, Maverick, Colt .45, Perry Mason und Adventure in Paradise fotografieren sollte. Als Phillips 1963 vorübergehend das Fernsehen verließ, war er gerade mit der überaus beliebten Westernserie Rauchende Colts beschäftigt. Mit der Krimiserie Hawaii Fünf-Null beendete er seine Tätigkeit für das Serienfernsehen endgültig.
Phillips eigentlicher Karrieredurchbruch begann erst in der zweiten Hälfte der 60er Jahre, als er der Hauskameramann für eine Reihe von familiengerechten Unterhaltungsfilmen der Walt Disney Company wurde. Ein beträchtlicher Teil dieser Produktionen waren in den 70er Jahren beachtliche Kinoerfolge. Für seine Arbeit an dem aufwendigen Science-Fiction-Streifen Das schwarze Loch wurde Frank Phillips 1980 für den Oscar nominiert. Im Alter von 70 Jahren zog sich Phillips ins Privatleben zurück.

## Filmografie
Filme als Chefkameramann
- 1961: Rider on a Dead Horse
- 1965: Wild Wild Winter
- 1967: The One and Only Genuine Family Band
- 1969: Superhirn in Tennisschuhen (The Computer Wore Tennis Shoes)
- 1969: McGee, der Tiger (Darker Than Amber)
- 1970: Rauhes Land (The Wild Country)
- 1970: Cowboy John – Der letzte Held im Wilden Westen (Scandalous John)
- 1971: Die tollkühne Hexe in ihrem fliegenden Bett (Bedknobs and Broomsticks)
- 1972: Es kracht – es zischt – zu seh’n ist nischt (Now You See Him, Now You Don’t)
- 1972: Erbschaft in Weiß (Snowball Express)
- 1972: Big Boy – Der aus dem Dschungel kam (The World’s Greatest Athlete)
- 1973: Herbie groß in Fahrt (Herbie Rides Again)
- 1974: Insel am Ende der Welt (The Island at the Top of the World)
- 1975: Die Flucht zum Hexenberg (Escape to Witch Mountain)
- 1975: Die Semmelknödelbande (The Apple Dumpling Gang)
- 1976: Das große Ferienabenteuer (No Deposit No Return)
- 1976: Gus (Gus)
- 1976: Der Goldschatz von Matecumbe (The Treasure of Matecumbe)
- 1977: Zotti, das Urviech (The Shaggy D.A.)
- 1977: Elliot, das Schmunzelmonster (Pete’s Dragon)
- 1978: Der Sieg der Sternenkinder (Return from Witch Mountain)
- 1978: Heiße Schüsse, kalte Füße (Hots Shots, Cold Feet)
- 1978: Goin’ Coconuts
- 1979: Die Rückkehr der Semmelknödelbande (The Apple Dumpling Gang Rides Again)
- 1979: Das schwarze Loch (The Black Hole)
- 1979: Midnight Madness – ein ausgeflippter Haufen (Midnight Madness)
- 1979: Herbie dreht durch (Herbie Goes Bananas)
- 1980: Wir sind alle Gottes Kinder (All God’s Children) (TV)
- 1980: Affen, Gangster und Millionen (Going Ape!)
- 1981: The Return of the Beverly Hillbillies (TV)
- 1982: Ambush Mörder (The Ambush Murders) (TV)